# Томский государственный архитектурно-строительный университет
То́мский госуда́рственный архитекту́рно-строи́тельный университе́т (ТГАСУ) — один из ведущих строительных университетов России, образован в 1952 году приказом Министерства высшего и среднего образования СССР. В 1997 году присвоен статус университета.  

## История
История вуза началась в 1901 году, когда в Томске было создано Первое сибирское коммерческое училище. Для него в 1904 году усилиями томских купцов-меценатов и городских властей было построено специальное здание, ныне являющееся 2-м («красным») корпусом ТГАСУ. Здание построено при участии знаменитого архитектора Никиты Антоновича Сухушина. В период революции и гражданской войны учебное учреждение в стенах здания впервые выходит из уровня ссуза в состояние вуза: в колчаковское время здесь действует эвакуированная из столицы Академия Генерального Штаба Русской Армии, с установлением советской власти — Первый Сибирский практический политехнический институт.
Для поднятия престижа ссузов в 1923 году, в рамках реформы техникумизации страны, по личному распоряжению наркома А. Луначарского учебный институт реорганизован в Первый сибирский политехнический техникум имени товарища К. А. Тимирязева. Это образцовое[что?] учебное учреждение на востоке страны. В условиях индустриализации в 1930 году появляется необходимость скорейшего увеличения количества техникумов, и Томский политехникум срочно дробится на десятки новых томских техникумов. Сам политехникум расформировывается.

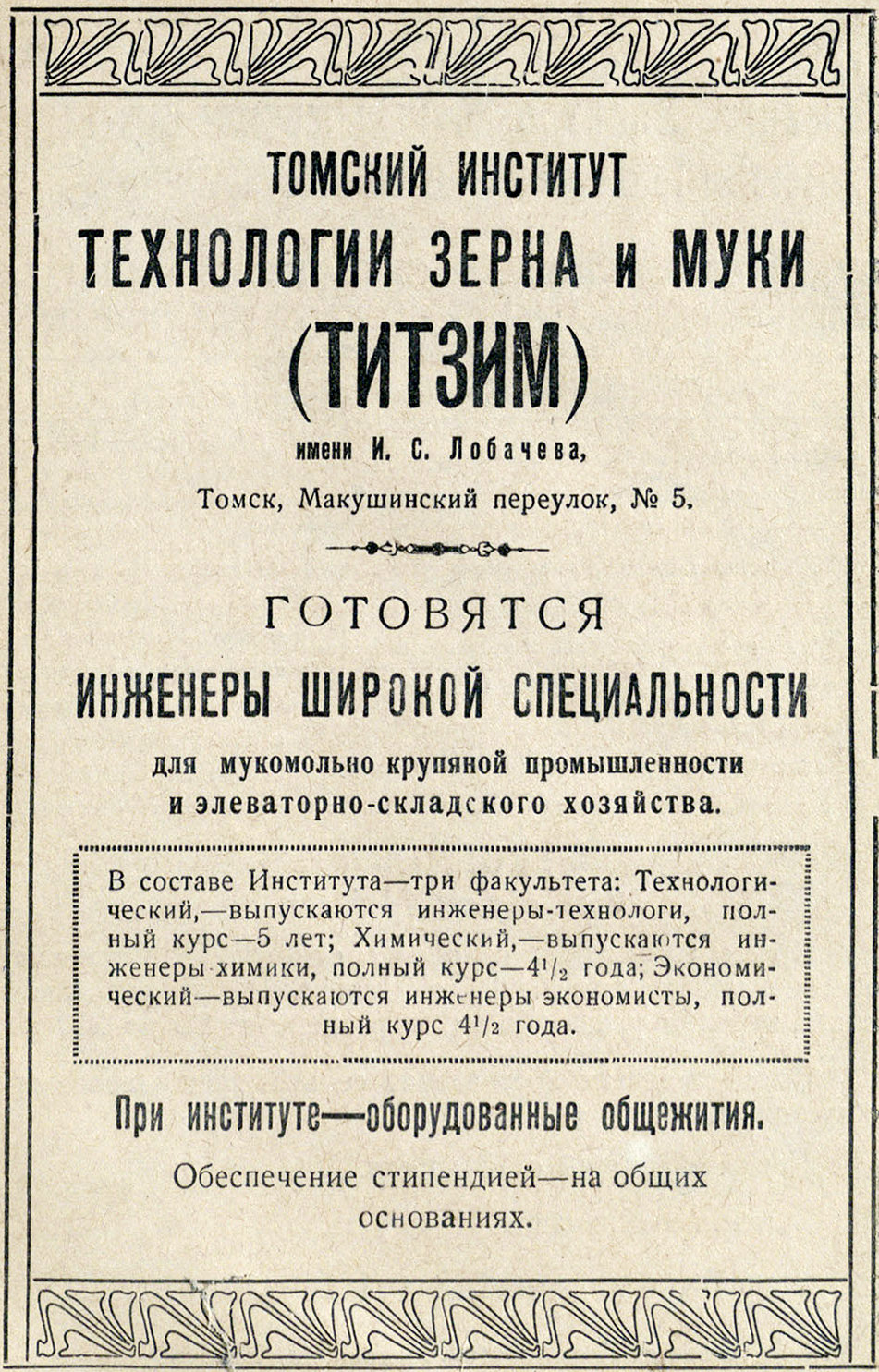
Томский институт технологии зерна и муки, 1936.

Один из них — Томский мукомольно-элеваторный техникум (подготовка специалистов-техников и прорабов для строительства элеваторов в Сибири), расположившийся тогда в зданиях на Соляной площади. Однако, по распоряжению правительства страны уже на следующий год (1931) техникум реорганизуется в вуз — площадка и помещения техникума переданы под передислоцированный из Москвы в Томск Мукомольно-элеваторный институт. Наряду с «красным корпусом» под него выделяется и соседнее здание — бывшее учреждение тюремно-следственного назначения НКВД. Оно перестраивается под дополнительный учебный корпус нового вуза. Ныне это здание корпуса № 3 ТГАСУ, на фронтоне которого вверху до сих пор виден символический элеватор и год создания[какой?] этой эмблемы. Вновь по решению правительства в 1939 году вуз возвращается назад в Москву, а его помещения отданы под Томский мукомольно-элеваторный техникум (2-го формирования). В 1943 году техникум переименовывается в Томский политехникум (2-го формирования).
Томский государственный архитектурно-строительный университет ведёт отсчёт своей истории с 1952 года, когда на базе Томского политехникума министерства заготовок СССР решением правительства вновь создаётся вуз — Томский институт по подготовке инженеров по строительству элеваторов. В 1953 году приказом министра культуры СССР институт получил название Томского инженерно-строительного института (ТИСИ). В 1960—1990-х годах вуз становится одним из ведущих строительных институтов Сибири, он в первой пятёрке лучших инженерно-строительных вузов страны.
В 1993 году ТИСИ был переименован в Томскую государственную архитектурно-строительную академию (ТГАСА). В 1997 году вуз получил статус университета и был переименован в Томский государственный архитектурно-строительный университет (ТГАСУ).
ТИСИ начинал свою работу со строительного факультета[когда?], на котором велась подготовка по специальности «Промышленное и гражданское строительство». В первый год при наборе в 150 студентов учебный процесс обеспечивали 15 преподавателей. Первый выпуск инженеров состоялся в 1957 году – 103 инженера-строителя и 48 инженеров-гидротехников, которые были направлены на крупнейшие стройки страны. С момента основания до настоящего времени[какого?] в университете подготовлено более 55 тысяч дипломированных инженеров. В 1960-х —1980-х гг. в ТИСИ на пяти очных (строительный, дорожный, механический, технологический, архитектурный), а также на вечернем и заочном факультетах велась подготовка студентов по семи специальностям, активно развивалась научно-исследовательская работа, был заложен фундамент для формирования научных школ и направлений.
Значительную роль в становлении и развитии университета сыграли шесть его ректоров: А. А. Потокин (1952—1953 гг.), С. В. Жестков (1953—1955 гг.), Л. М. Даманский (1955—1958 гг.), М. В. Постников (1958—1968 гг.), Г. М. Рогов (1968—2005 гг.), М. И. Слободской (2005—2012 гг.).
Огромный вклад в развитие вуза за время своего 37-летнего руководства (с 1968 по 2005 годы) внёс ректор Г. М. Рогов. Под его руководством осуществлено преобразование института в университетский комплекс: были созданы новые факультеты, институты и филиалы вуза, открыты новые специальности, введено в эксплуатацию шесть учебных корпусов, четыре студенческих общежития, детское дошкольное учреждение, детский оздоровительный центр, спортивный комплекс и многое другое.
С 2005 по 2012 год вузом руководил Михаил Иванович Слободской. За период его руководства открыл двери архитектурно-строительный бизнес-инкубатор, предоставляющий студентам, магистрантам и молодым учёным информационную, материально-техническую, правовую поддержку для реализации их творческих проектов и замыслов.
С 2013 года вуз возглавляет Виктор Алексеевич Власов, доктор физико-математических наук, профессор, Почётный работник науки и техники РФ, действительный член Международной академии наук высшей  школы[что?] и Международной академии авторов научных открытий и изобретений[что?], член президиума и УМО Ассоциации строительных вузов, председатель экспертного совета по строительству и инфраструктуре при губернаторе Томской области, член Общественной палаты Томской области, председатель и член 2 докторских диссертационных советов, Почётный работник высшего профессионального образования России.

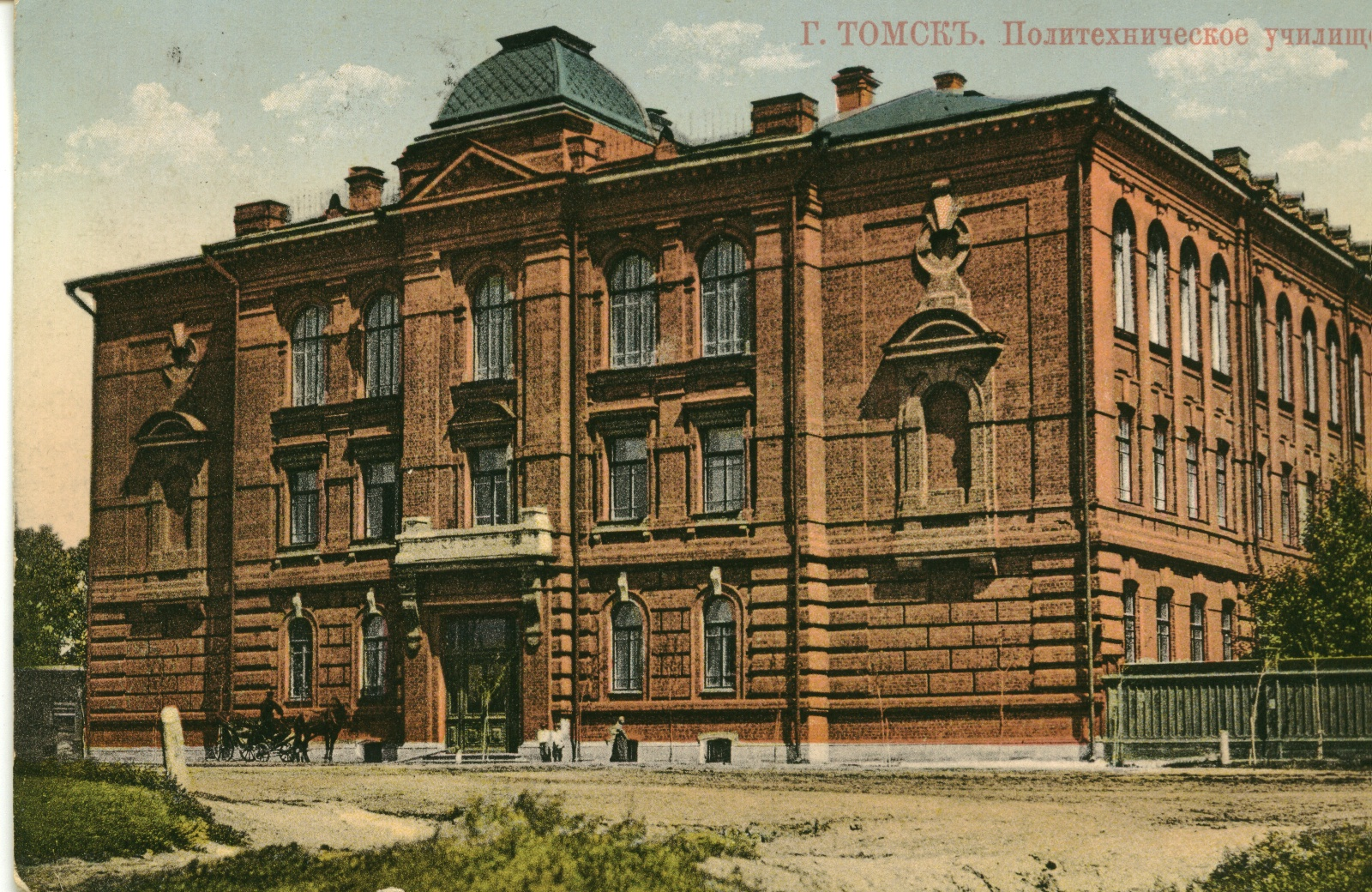
Коммерческое училище на Соляной площади

## Структура

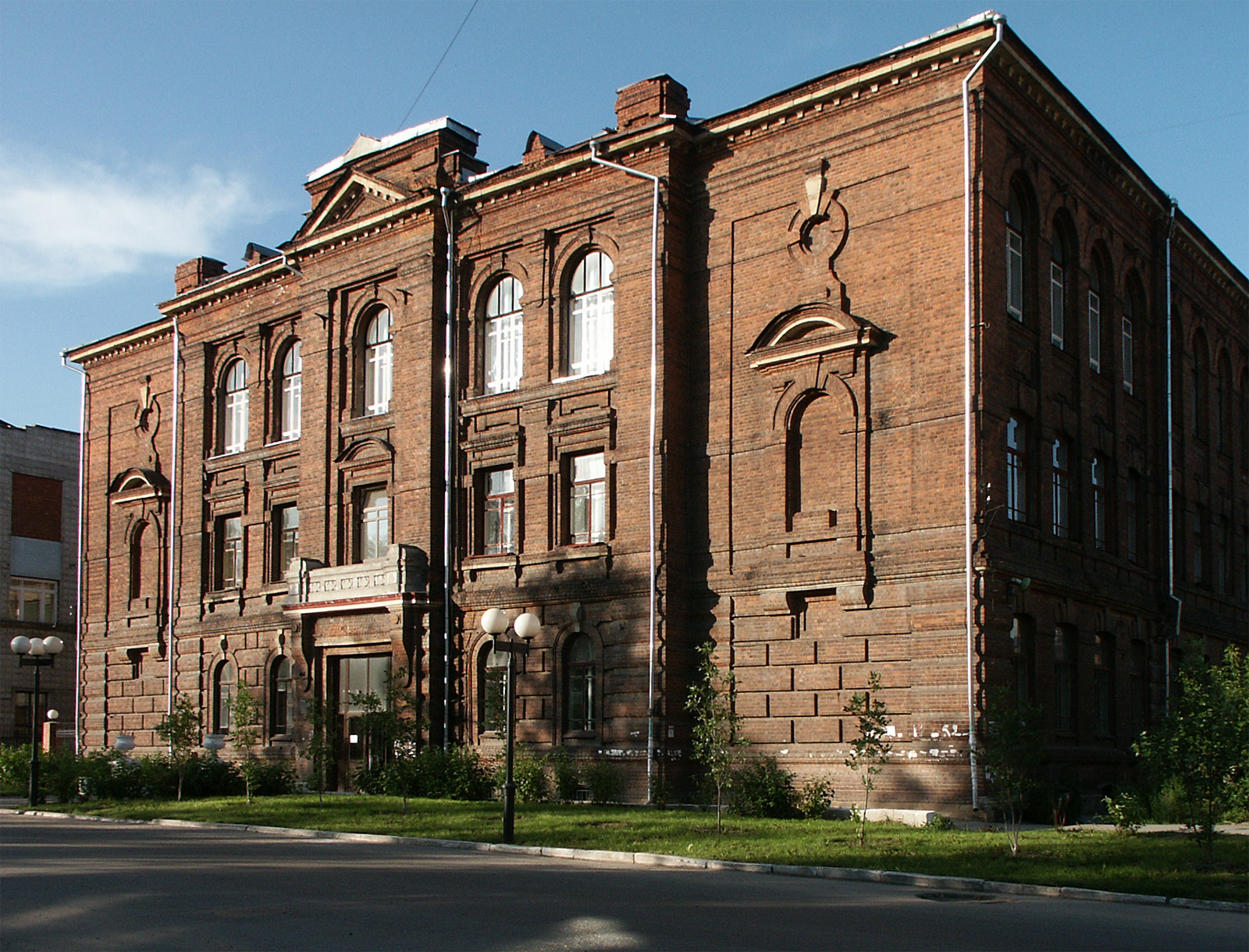
Учебный корпус №2

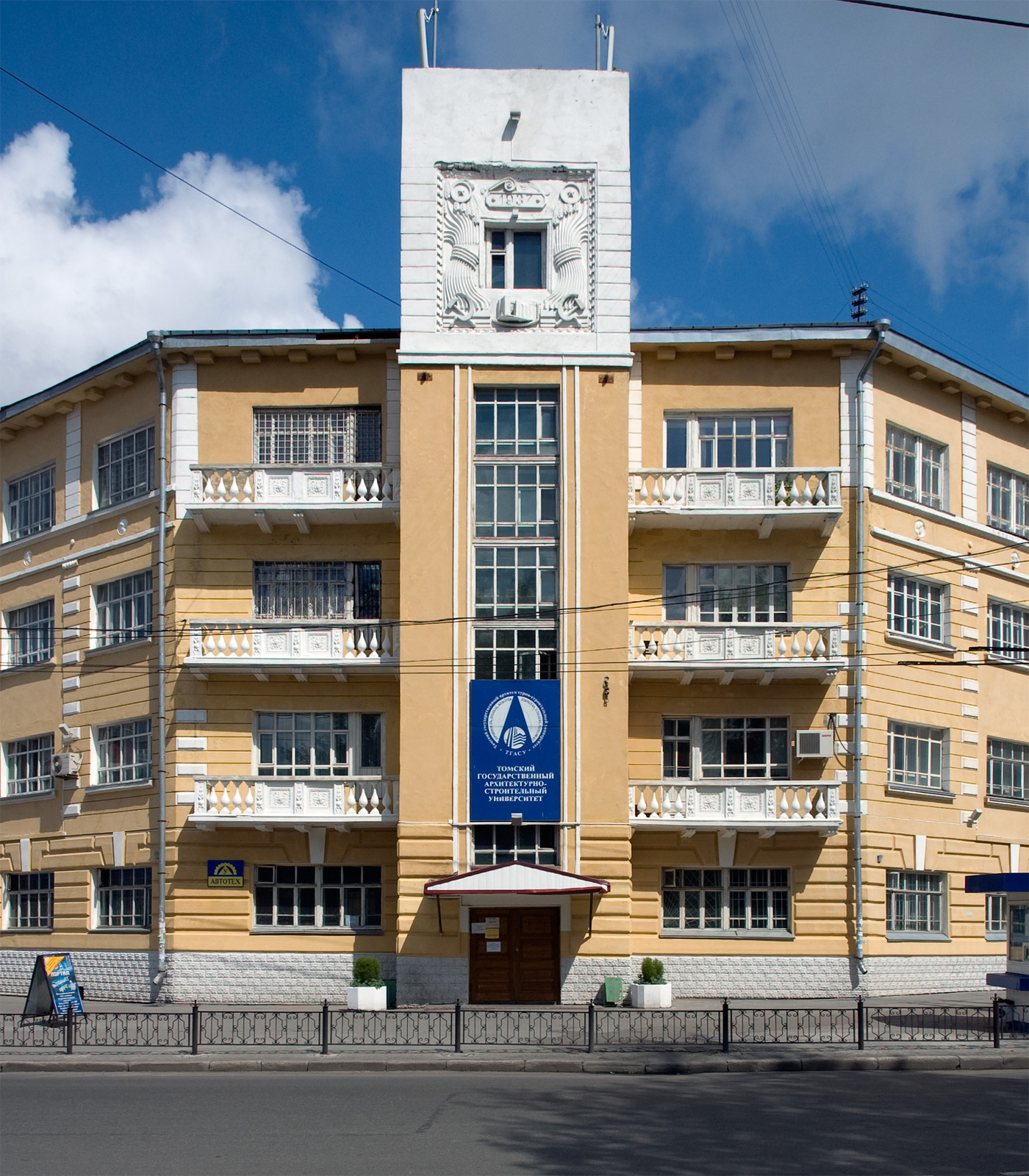
Учебный корпус №3 на Соляной площади

#### Институты
- Научно-исследовательский институт строительных материалов
- Региональный проектный институт
- Институт международных связей и интернационализации образования
- Институт непрерывного образования
- Институт дистанционного образования
- Институт кадастра, экономики и инженерных систем в строительстве

#### Факультеты
- Общеобразовательный факультет
- Архитектурный факультет
- Строительный факультет
- Дорожно-строительный факультет
- Механико-технологический факультет
- Заочный факультет
- Факультет среднего профессионального образования
- Кафедра физического воспитания

#### Центры
- Томский строительный сертификационный центр
- Испытательный центр ГСМ и автотранспортных средств
- Научно-исследовательский материаловедческий центр коллективного пользования ТГАСУ
- Региональный центр открытой сети
- Научно-технический центр "Автоматика"
- Центр профориентации и трудоустройства
- Центр информационных технологий
- Научно-образовательный центр Испытание строительных материалов и конструкций"
- Научно-образовательный центр "Компьютерное моделирование строительных конструкций и систем"
- Научно-образовательный центр по модернизации жилищно-коммунального комплекса регионов Сибири и Дальнего Востока

## Международная деятельность
Вуз является[когда?] членом European Civil Engineering Education and Training Association, Institution of Civil and Structural Engineers, Association of European Civil Engineering Faculties и Международной Ассоциации архитектурно-строительных вузов России и стран СНГ.
Когда-то ТГАСУ сотрудничал с партнёрами из 12 стран и имел 34 действующих соглашения о научно-образовательном сотрудничестве (Австрия, Германия, Франция, Швейцария, США, Великобритания, Южная Корея, Италия, Словения, Казахстан, Киргизия, Таджикистан, Белоруссия).

#### Международное образование
С целью организации и обеспечения работы по подготовке иностранных слушателей к освоению основных образовательных программ, в 2014 году в ТГАСУ открыто и успешно работало подготовительное отделение для иностранных граждан (Институт международных связей и интернационализации образования), выполнявшее учебно-методические, научно-методические и этнокультурные функции, разрабатывая новые формы и методы обучения русскому языку.
Институт международных связей и интернационализации образования:
- Отдел международной образовательной деятельности;
- Подготовительное отделение для иностранных граждан;
- Центр тестирования для иностранных граждан;
- Кафедра русского языка и специальных дисциплин для иностранных граждан.
По данным 2018 года, в ТГАСУ обучается более 1213 человек из стран дальнего и ближнего зарубежья на всех уровнях подготовки (около 20% от общего числа обучающихся).
В 2014 году в вузе стартовали программы международной академической мобильности (по схеме: Incoming-Outgoing), рассчитанные на 1 семестр и предусматривавшие освоение студентом части основной образовательной программы в зарубежном вузе-партнере.

#### Международная научная деятельность
Ключевые процессы развития международной науки в ТГАСУ:
- Консалтинг сотрудников и студентов по вопросам международной деятельности.
- Развитие компетенций сотрудников и молодых учёных.
- Научно-технический консалтинг зарубежных организаций строительной отрасли.
- Грантовая поддержка международных исследовательских проектов.
- Организация международных научных мероприятий.
- Участие в международных архитектурных конкурсах.
- Реализация проектов.
- Разработка каталога инновационных разработок.

#### Наука и инновации
В ТГАСУ развивались 17 научных школ и направлений.
Преподаватели, студенты, выпускники ТГАСУ вносят бесценный вклад в создание архитектурного облика Томска и других российских городов, участвуют в разработке и выполнении программ инновационного развития, значимых региональных и федеральных проектов.
Ежегодно выпускаются монографии по фундаментальным научным исследованиям, сборники научных трудов, учебники и учебные пособия.
Co-Working Center
Центр генерации идей и реализации проектов, коммуникационная площадка для междисциплинарного и международного взаимодействия сотрудников университета и зарубежных учёных. Создан для молодых учёных с целью стимулирования инициативного и исследовательского духа молодых учёных через создание условий креативной среды.
Основные формы деятельности:
- Развитие ключевых компетенций (необходимые научные знания, навыки управления командными проектами, индивидуальные способности)
- Реализация междисциплинарных исследовательских проектов

Адрес: г. Томск, пл. Соляная 2, 2 корпус ТГАСУ, 201 аудитория.
Архитектурно-строительный бизнес-инкубатор
Первый в России бизнес-инкубатор строительного профиля. Создан в 2006 году.
Основные цели бизнес-инкубатора:
- привлечение и обучение студенческой молодёжи, аспирантов и молодых научных сотрудников процессу создания, разработки и реализации востребованной наукоемкой и экономически выгодной продукции и технологий в архитектурно-строительном комплексе;
- отработка механизма генерации и реализации оригинальных идей в архитектуре и строительстве при разработке новых проектов и создании новых строительных материалов, а также при обработке управленческих решений в системе управления городским хозяйством.

Архитектурно-строительный бизнес-инкубатор является площадкой для стартапов, на которой можно проработать свои проекты и получить возможность реализовать свою бизнес-идею.

## Партнеры
ТГАСУ является членом научных, образовательных и общественных объединений:
- коллективным членом Академии инженерных наук;
- коллективным членом Академии высшего образования Российской Федерации;
- коллективным членом Жилищно-коммунальной академии Российской Федерации;
- коллективным членом Российской академии архитектуры и строительных наук (РААСН);
- коллективным членом Международной академии наук высшей школы;
- Ассоциации стратегического партнёрства архитектурно-строительных вузов в рамках реализации программы развития национального исследовательского университета строительства и архитектуры;
- Ассоциации некоммерческих организаций "Томский консорциум научно-образовательных и научных организаций";
- Сибирского открытого университета;
- некоммерческого партнёрства (СРО НП) Содружество проектных организаций" (проектирование, строительство, изыскания, энергосбережение, работа с памятниками архитектуры);
- Союза строителей РФ;
- Союза строителей Томской области;
- Союза архитекторов России и других.

Партнёрство в образовании
Совместные образовательные программы по сетевой форме подготовки:
1. ООО "Стратек" (STRUTEC - новосибирский центр технической поддержки SCAD OFFICE и консалтинговое инженерное сообщество по ведущим отраслевым технологиям для строительного проектирования) ("Строительство")
2. Национальный исследовательский Томский политехнический университет. ("Строительство сооружений тепловой и атомной энергетики". "Проектирование, строительство и техническое обслуживание зданий и сооружений нефтегазовой отрасли").
3. Действует Соглашение о двудипломном образовании (Double Degree) с Евразийским национальным университетом им. Л.М. Гумилева по направлению подготовки 08.04.01 "Строительство" по программе "Плазменные технологии в строительстве. Материаловедение" и по специальности 6М073000 "Производство строительных материалов, изделий и конструкций" в рамках реализации Договора о сотрудничестве.

## Материально-техническая база
- 12 современных учебных корпусов (общей площадью более 50 тыс. м2);
- более 200 аудиторий;
- 26 лабораторий;
- уникальное научно-исследовательское оборудование (испытательное, аналитическое оборудование, измерительные комплексы);
- научно-техническая библиотека (с фондом более 700 тыс. единиц хранения);
- 7 современных студенческих общежитий;
- пункты питания;
- спортивный комплекс с игровыми залами;
- стадион с футбольным полем и хоккейной коробкой;
- санаторий-профилакторий;
- детское дошкольное учреждение;
- детский оздоровительно-образовательный центр «Юный Томич»;
- геодезический полигон в п. Ярском (площадь 131.700 м2).

## ТГАСУ в цифрах
По данным на 2024г.:
- Более 70 000 выпускников за все годы
- 6500 - студентов
- 91 - образовательная программа
- 17 школ и научных направлений
- 1000 - коллектив ТГАСУ
- 391 - профессорско-преподавательский состав ТГАСУ
- 74 - профессора
- 250 - доцентов и кандидаты наук
- 62 % - остепененность

## Студенческая жизнь
Культура и творчество
- Вузовский клуб
  - Студия индийского танца «Бхарата»
  - Студия ирландского танца «Этно-данс»
  - Студия восточного танца «Цветок жизни»
  - Ансамбль современного танца «О’кейс»
  - Танцевальная команда «Look at us»
  - Ансамбль народного танца
  - Цирковая студия
  - Вокальная студия «Имена»
  - Студия анимации «Мультгора»
  - Театральная студия «Улица лиц»
  - Студенческий театр эстрадной миниатюры «НеФакт»
  - Студенческий театр эстрадной миниатюры «Калач»
  - Конферанс-студия
  - Студия чтецов
  - Шоу-театр «Пингвины»
  - Арт-групп
  - Группа Творческих Организаторов
  - Креативная группа «Позитиff»
  - Фотообъединение Вузовского клуба
  - Пресс-центр Вузовского клуба
- Литературное объединение «Ярус»;
- Волонтёрская организация «Выход».

Здоровье и спорт
В университете сформирована система, способствующая сохранению и укреплению здоровья студентов и сотрудников. Вуз располагает спортивно-оздоровительной базой с развитой инфраструктурой и современным оборудованием. 
- игровой зал - 648 кв.м.
- зал атлетической гимнастики - 141 кв.м.
- зал бокса - 152 кв.м.
- зал аэробики - 152 кв.м.
- зал самбо - 50 кв.м.
- тренажерный зал - 66 кв.м.
- игровой зал - 438,5 кв.м.
- теннисный клуб - 436,5 кв.м.
- зал тяжёлой атлетики - 253,9 кв.м.
- студенческий стадион - 9840 кв.м.
- хоккейная коробка - 641 кв.м.
- стрелковый тир с двумя огневыми рубежами
- лыжная база

Спортивный комплекс ТГАСУ - кузница чемпионов. Спортсмены вуза входят в сборные команды России и являются гордостью российского спорта. Спортивный клуб активно проводит и участвует в спортивных соревнованиях на всех уровнях (вузовские, городские, региональные и общероссийские), решает важнейшие задачи спортивного совершенствования ведущих спортсменов университета, а также общефизического развития и оздоровления студентов и сотрудников. Приоритетными видами спорта в вузе являются биатлон, бокс, гиревой спорт, баскетбол, каратэ, самбо, лёгкая атлетика, футбол зимний и летний, настольный теннис, лыжи, в которых студенты ТГАСУ добиваются высоких спортивных результатов.
Студенческие стройотряды (ССО)
- ЛССО "Союз"
- ЛССО "Единство"
- ЛССО "Феникс"
- ЛССО Альфа"
- ЛССО "Атлант"
- ЛССО "Эверест"

На протяжении многих лет[уточнить] важную роль[какую?] в становлении профессиональных качеств инженеров-строителей играют студенческие строительные отряды. Традицией стало участие студентов ТИСИ–ТГАСА–ТГАСУ в третьем трудовом семестре. Движение ССО Томской области в 2013 году отметило своё 50-летие[значимость факта?]. Стройотрядовское движение в ТГАСУ стремительно развивается благодаря активной работе вузовского Штаба студенческих строительных отрядов и поддержке структурных подразделений университета. Штабом ССО ТГАСУ ежегодно проводится обучение командного звена, формирование отрядов, обучение бойцов рабочим профессиям, заключение договоров на летний период, оказывается помощь в уборке снега на социальных объектах, принимается участие в городских социальных конкурсах и проектах: "Снежная вахта" и "Город добрых дел" и других акциях и флешмобах.

## Музейный комплекс
Музей истории ТГАСУ и Музей института геоинформационных технологий и кадастра осуществляют сбор, хранение документов и архивных источников, создают экспозиции и временные выставки и являются инициаторами организации юбилейных встреч выпускников, ежегодной викторины об истории университета, экскурсий по культурным объектам города и области и других мероприятий.
Экспозиция музея истории ТГАСУ знакомит посетителей с научно-исследовательской работой профессоров, преподавателей и студентов вуза, с историей формирования и эволюцией различных научных школ и направлений в области архитектуры и строительства, по фундаментальным естественным и гуманитарным дисциплинам. В экспозиции представлены разделы, отражающие историю развития факультетов, кафедр, структурных подразделений ТГАСУ, а также культурную и спортивную жизнь вуза за годы его существования, участие студентов и преподавателей в движении студенческих строительных отрядов. В музее размещаются макеты различных памятников архитектуры г. Томска, созданные студентами архитектурного факультета, фотоальбомы по истории факультетов и кафедр. Представлены приборы, которыми пользовались студенты разных лет во время учебной и научной деятельности: универсальный прибор для измерения горизонтальных и вертикальных углов для топографических карт, модели для получения электрического тока, вертушки для определения потока воды и скорости ветра, арифмометр, учебная модель конической зубчатой передачи и др.

## Издательство ТГАСУ
Издательство ТГАСУ (до 2006 г. - редакционно-издательский отдел) было создано в 1998 г. Выпускает в свет научные издания по фундаментальным и прикладным научным исследованиям в области философии, математики, архитектуры, строительства, геологии, экологии и т. д.; научные труды и материалы конференций; учебные пособия с грифом УМО и Минвуза, учебно-методические пособия для всех специальностей ВУЗа, бланочную продукцию.
Является членом Издательско-полиграфической ассоциации университетов России, принимает активное участие в городских, региональных, российских и международных конкурсах и выставках, награждено дипломами межрегионального смотра-конкурса «Золотая капитель», а также дипломами первой степени в международном смотре-конкурсе дипломных проектов и работ по архитектуре.
В сентябре 1998 года учреждён научно-технический журнал «Вестник ТГАСУ». Это площадка для публикаций результатов фундаментальных и прикладных научных исследований. Журнал выходит на русском и английском языках и включён в «Перечень российских ведущих рецензируемых научных журналов и изданий, имеет статус ВАК и входит в Российскую базу данных РУНЭБ, базу данных Urlich's Periodicals Directory, DOAJ.

## Ректоры
- 1952-1953 гг. — Потокин Александр Алексеевич
- 1953-1955 гг. — Жестков Сергей Васильевич
- 1955-1958 гг. — Даманский Лев Михайлович
- 1958-1968 гг. — Постников Михаил Васильевич
- 1968-2005 гг. — Рогов Геннадий Маркелович
- 2005-2012 гг. — Слободской Михаил Иванович
- 2012-настоящее время — Власов Виктор Алексеевич

## Известные преподаватели
- Ляхович Леонид Семенович
- Березин Николай Григорьевич[источник не указан 2290 дней]
- Айдаров Дмитрий Павлович[источник не указан 2290 дней]
- Гончар Владимир Васильевич
- Сажнев Юрий Михайлович[источник не указан 2290 дней]
- Сафронов Владимир Николаевич
- Сарыков Юрий Алексеевич[источник не указан 2290 дней]
- Ольховатенко Валентин Егорович
- Попов Леонид Евгеньевич
- Дероберти Сергей Сергеевич[источник не указан 2290 дней]
- Полянский Евгений Степанович[источник не указан 2290 дней]
- Козлов Эдуард Викторович
- Шевелев Сергей Алексеевич[источник не указан 2290 дней]

## Выпускники
См.: категория: Выпускники Томского государственного архитектурно-строительного университета